# Sára Luca Bácskai
Sára Luca Bácskai (* 20. Juni 1999 in Budapest) ist eine ungarische Shorttrackerin.

## Werdegang
Bácskai debütierte im Weltcup zu Beginn der Saison 2014/15 in Shanghai und errang dabei den 23. Platz über 500 m und den 17. Platz über 1000 m. Bei den Europameisterschaften 2015 in Dordrecht gewann sie Bronze mit der Staffel über 3000 m. Im März 2015 wurde sie bei den Weltmeisterschaften 2015 in Moskau Fünfte mit der Staffel. In der Saison 2015/16 kam sie in Dresden mit dem zweiten Platz mit der Staffel erstmals im Weltcup aufs Podest. Ihr bestes Resultat bei den Weltmeisterschaften 2016 in Seoul war der 15. Platz über 500 m. Zu Beginn der Saison 2016/17 belegte sie beim Weltcup in Calgary den dritten Platz mit der Staffel. Bei den Europameisterschaften 2017 in Turin und den Weltmeisterschaften 2017 in Rotterdam holte sie jeweils die Silbermedaille mit der Staffel. In der Saison 2017/18 holte sie bei den Europameisterschaften 2018 in Dresden die Bronzemedaille über 1500 m und Silbermedaille mit der Staffel und errang bei den Weltmeisterschaften 2018 in Montreal den 26. Platz im Mehrkampf und den sechsten Platz mit der Staffel. Beim Saisonhöhepunkt, den Olympischen Winterspielen 2018 in Pyeongchang, wurde sie Vierte mit der Staffel. In der Saison 2018/19 siegte sie in Salt Lake City mit der Mixed-Staffel und belegte in Dresden den zweiten Platz mit der Mixed-Staffel. Bei den Europameisterschaften 2019 in Dordrecht lief sie auf den 12. Platz im Mehrkampf und gewann mit der Staffel die Bronzemedaille.

## Weltcupsiege im Team
| Nr. | Datum             | Ort              |
| --- | ----------------- | ---------------- |
| 1.  | 11. November 2018 | Salt Lake City 1 |
| 2.  | 8. Februar 2020   | Dresden 2        |

## Persönliche Bestzeiten
- 500 m      44,124 s (aufgestellt am 4. November 2016 in Calgary)
- 1000 m    1:29,369 min. (aufgestellt am 12. November 2016 in Salt Lake City)
- 1500 m    2:22,440 min. (aufgestellt am 7. Februar 2020 in Dresden)
- 3000 m    5:39,704 min. (aufgestellt am 18. Januar 2015 in Budapest)